# HD 30610
HD 30610，又名CP-63 365，SAO 249095、HR 1540，是一颗恒星，视星等为6.46，位于銀經273.75，銀緯-38.12，其B1900.0坐标为赤經4h 44m 2.3s，赤緯-63° -38.12′ 35″。